# مكتبة لبنان ناشرون
مكتبة لبنان ناشرون أو مكتبة لبنان (بالفرنسية: Librairie Du Liban Publishers)‏ وتُعرف اختصارًا LDLP، هي دار نشر تأسَست في عام 1944 على يدِ خليل وجورج صايغ، وفي عام 1966 قرَرت أن تُصبح دارًا للنشر. لديها مكاتبُ مُتعددة مُنتشرة في لبنان وسوريا ومصر والإمارات العربية المتحدة وغيرها من دولِ العالم.
تُقدم مكتبةُ لبنان ناشرون معاجم وكتب قيمة في مختلفِ المواضيع، فلديها أكثر من 600 قاموس وأكثر من 400 عنوان للأطفال من كتب سلسلة ليديبرد باللغة العربية وأكثر من 1000 كتاب للأطفال من سلسلة الفراشة، هذا بالإضافةِ إلى الكتب المترجمة من مختلف دور النشر العالمية التي تشمل مختلف المواضيع الثقافية، ولقد تجاوزت إصداراتها من الكتب 4284 كتابًا.
يَعُدُّ البعضُ أنَّ إصداراتِ مكتبة لبنان متميزة بالدقة العلميةِ والأسلوب الأدبي الجزل والميسور على كافة الفئات العمرية، فضلًا عن مظهرها الأنيق وصورها التوضيحية الجذابة.

## وصلات خارجية
- قاموس مكتبة لبنان ناشرون.